# Tonio Kröger
Tonio Kröger (titre original : Tonio Kröger) est un roman court en allemand de Thomas Mann publié en 1903 (Mann est alors âgé de 28 ans). L'histoire est celle de Tonio, un garçon issu de la bourgeoisie allemande qui s'interroge sur lui-même, à la fois en tant qu'adolescent mélancolique fasciné par deux camarades et en tant qu'écrivain empli de doute sur son art.
Largement autobiographique, la nouvelle commence dans une ville du nord de l'Allemagne aux murailles resserrées, proche de Hambourg et de la Mer Baltique, qui a donc été identifiée avec  Lübeck, la ville natale de Thomas Mann, bien que le narrateur ne la nomme pas.

## Résumé
L'histoire se divise en deux parties.
Dans la première, Tonio adolescent nourrit une admiration pour deux camarades de son âge : Hans Hansen, fils de négociant comme lui, qu'il aime raccompagner chez lui après l'école, et Ingeborg (Inge) Holm, fille de médecin, qu'il côtoie lors du cours de danse du professeur François Knaak venant de la proche Hambourg. Hans et Inge, tous deux beaux et blonds, le fascinent par la « légèreté » de leur être, en contraste avec son teint brun et son caractère ténébreux enclin à la mélancolie, sans doute lié à l'origine de sa mère, Consuelo, originaire du Sud lointain.
La deuxième partie du livre traite de la vie intérieure tourmentée de Tonio qui peine à trouver sa place dans le monde. En effet, après la mort de son père et le remariage de sa mère, Tonio quitte sa ville natale et part voyager « au sud ». Il devient écrivain et s'installe bientôt à Munich. Là, dans le sud de l'Allemagne, il mène une vie solitaire, entrecoupée par des visites à la jeune peintre Lisaveta Iwanowna avec qui il discute de son art. À la suite d'une de leurs discussions, il décide de voyager, et va  retrouver les lieux de son enfance, qui ont bien changé. Puis, souhaitant passer du temps au bord de la mer Baltique, qui l'avait beaucoup marqué dans son enfance et adolescence, il poursuit son voyage jusqu'au Danemark, plus précisément à l'île de Seeland. Après un passage à Copenhague et Elseneur, il se rend ensuite dans un petit hôtel au bord de la mer Baltique. Là, il se repose mais son séjour est perturbé par l'arrivée de Hans et d'Inge...

## Commentaires
Les points communs entre la vie de Thomas Mann et l'histoire de Tonio Kröger sont nombreux. On note ainsi que Thomas et Tonio sont tous deux nés à Lübeck d'un père négociant et consul et d'une mère d'origine étrangère venue du Sud. Ils ont aussi tous deux vécus à Munich et sont devenus écrivains. Thomas Mann, comme Tonio, a voyagé au Danemark.
Dans l'œuvre de Thomas Mann, Tonio Kröger (1903) va de pair avec La Mort à Venise (1912). Les deux nouvelles (en partie autobiographiques) décrivent la vie d'un artiste, et un voyage capital dans leur vie. Si dans Tonio Kröger le voyage se fait vers le nord, il se fait vers le sud dans La Mort à Venise et se termine par la mort du personnage principal, alors que dans Tonio Kröger il se clôt sur une note d'espoir.
Outre les interrogations sur son art, à travers son double littéraire Tonio, Thomas Mann revient aussi, à 28 ans, sur ses premiers émois amoureux et confus pour deux personnes de sexes différents. Peu après, il se marie et aura plusieurs enfants, ce qui ne l'empêchera pas d'éprouver le désir homosexuel dans sa vie (voir son Journal) et dans son œuvre (La Montagne magique, La Mort à Venise).

## Adaptations

### Cinéma
- 1964 : Tonio Kröger de Rolf Thiele avec Jean-Claude Brialy dans le rôle de Tonio[3]

### Théâtre
- 1984 : Tonio Kröger avec Didier Sandre dans le rôle de Tonio - Mise en scène : Pierre Romans - Théâtre des Amandiers de Nanterre